# Vyšný Hrušov
Vyšný Hrušov (bis 1927 auch slowakisch Hrušov; ungarisch Felsőkörtvélyes) ist eine Gemeinde im Osten der Slowakei mit 459 Einwohnern (Stand: 31. Dezember 2024), die zum Okres Humenné, einem Kreis des Prešovský kraj, gehört. Sie ist Teil der traditionellen Landschaft Zemplín.

## Geographie

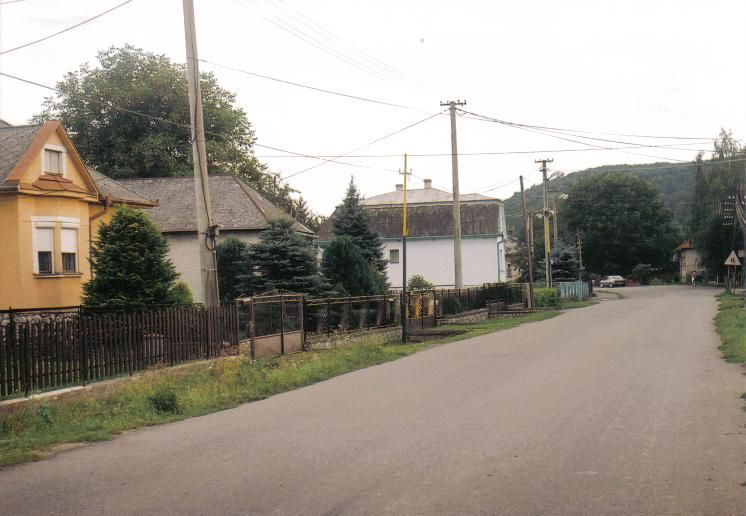
Straßenansicht in Vyšný Hrušov

Die Gemeinde befindet sich im Südteil der Niederen Beskiden, am Übergang vom südöstlichen Ausläufer des Berglands Ondavská vrchovina in das östlich gelegene Bergland Laborecká vrchovina, im unteren Tal der Udava, zwischen den rechtsseitigen Zuflüssen Svinský potok und Hrušovka, im Einzugsgebiet des Laborec. Das Ortszentrum liegt auf einer Höhe von 196 m n.m. und ist 11 Kilometer von Humenné entfernt.
Nachbargemeinden sind Maškovce im Nordwesten und Norden, Adidovce im Nordosten, Dlhé nad Cirochou im Osten, Rovné im Südosten, Süden und Südwesten sowie Udavské und Veľopolie im Westen.

## Geschichte

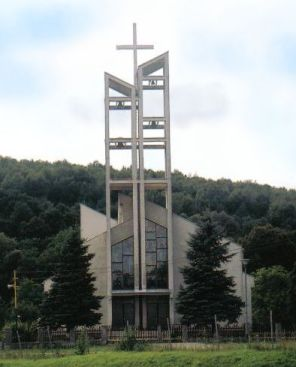
Kirche im Ort

Vyšný Hrušov wurde zum ersten Mal 1543 als Kerthuilyes schriftlich erwähnt, weitere historische Bezeichnungen sind unter anderen Wisny Hrussov, Felső-Kürtvélyes (1773), Felschő-Körtwélyesch, Wissný Hrussow (1786) und Felső-Körtvélyes, Wyssní Hrussow (1808). Das Dorf war Teil des Drugeth'schen Herrschaftsgebiets von Humenné. Im 18. Jahrhundert war es Besitz der Familie Csáky, gefolgt vom Geschlecht Andrássy im 19. Jahrhundert. 1557 war keine Steuer fällig, 1715 gab es 11 verlassene und 14 bewohnte Haushalte. Bei einer Pestepidemie im Jahr 1773 kamen 47 Menschen ums Leben, bei einer Choleraepidemie 1831 weitere 36. 1787 hatte die Ortschaft 65 Häuser und 502 Einwohner, 1828 zählte man 70 Häuser und 504 Einwohner, die als Landwirte und Waldarbeiter tätig waren. 1880 vernichtete ein Brand 49 Häuser sowie das Schulgebäude. Während der Winterschlacht in den Karpaten 1914/15 verlief die Front kurzzeitig durch das Dorf.
Bis 1918 gehörte der im Komitat Semplin liegende Ort zum Königreich Ungarn und kam danach zur Tschechoslowakei beziehungsweise heute Slowakei. Nach 1918 waren die Einwohner auch als Besenmacher und Weber beschäftigt. Während des Zweiten Weltkriegs wurde der Ort im Jahr 1944 bombardiert und evakuiert. Nach dem Kriegsende wurde 1954 und nach deren Auflösung zwei Jahre später im Jahr 1960 erneut die örtliche Einheitliche landwirtschaftliche Genossenschaft (Abk. JRD) gegründet, ein Teil der Einwohner pendelte zur Arbeit in Industriebetriebe in Humenné, Strážske und Snina.

## Bevölkerung
| Jahr                | 1994 | 2004    | 2014    | 2024    |
| ------------------- | ---- | ------- | ------- | ------- |
| Anzahl der Personen | 446  | 467     | 489     | 459     |
| Unterschied         |      | +4,70 % | +4,71 % | −6,13 % |

| Jahr                | 2023 | 2024    |
| ------------------- | ---- | ------- |
| Anzahl der Personen | 465  | 459     |
| Unterschied         |      | −1,29 % |

Nach der Volkszählung 2011 wohnten in Vyšný Hrušov 462 Einwohner, davon 379 Slowaken, 70 Roma sowie jeweils zwei Russinen und Tschechen. Neun Einwohner machten keine Angabe zur Ethnie.
427 Einwohner bekannten sich zur römisch-katholischen Kirche, 12 Einwohner zur griechisch-katholischen Kirche sowie jeweils ein Einwohner zur Evangelischen Kirche A. B. und zur orthodoxen Kirche. 10 Einwohner waren konfessionslos und bei 11 Einwohnern wurde die Konfession nicht ermittelt.

## Bauwerke und Denkmäler

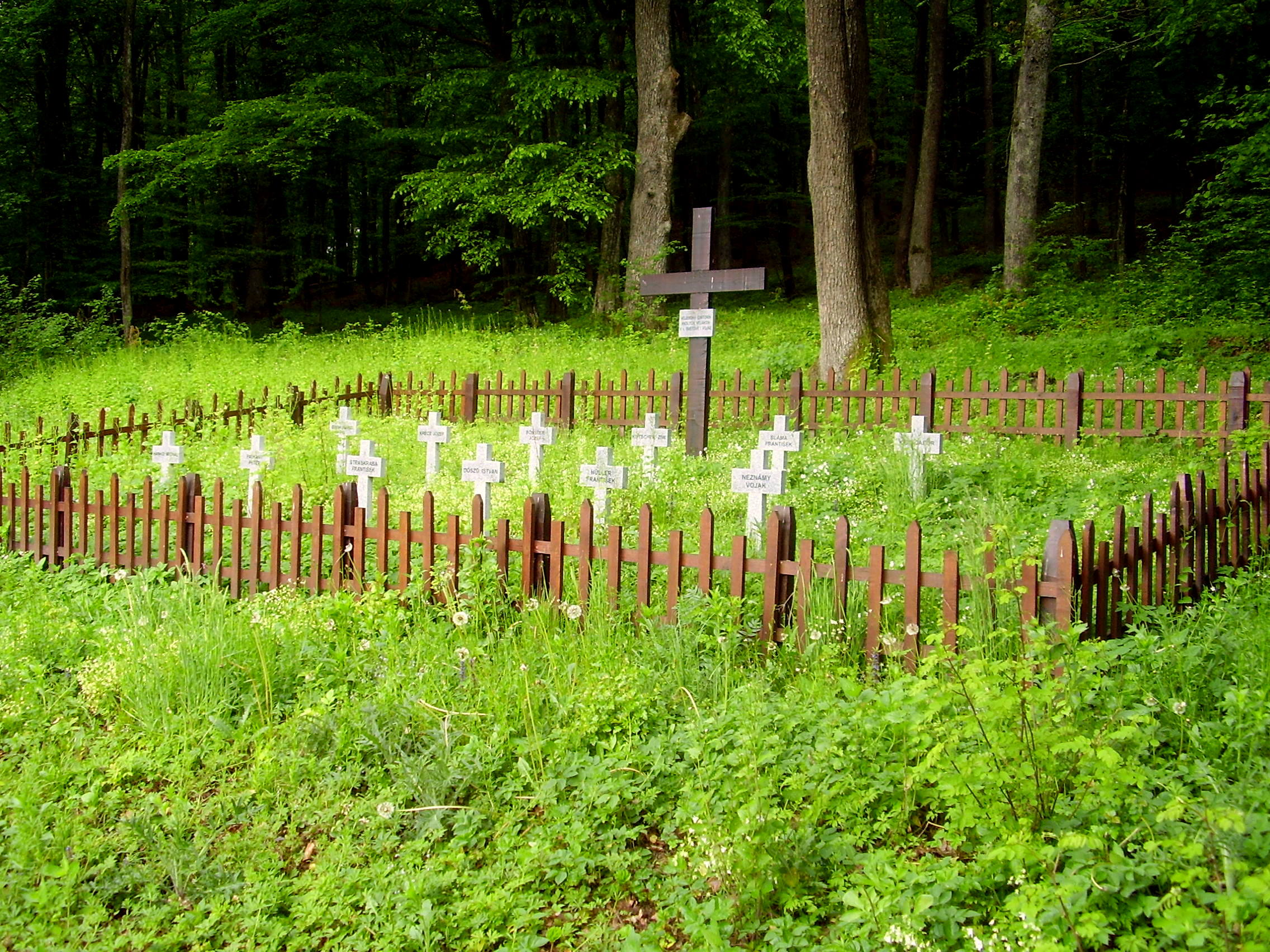
Militärfriedhof aus dem Ersten Weltkrieg

- römisch-katholische Peter-und-Paul-Kirche aus dem Jahr 1973

## Verkehr
Durch Vyšný Hrušov führt die Cesta III. triedy 3839 („Straße 3. Ordnung“) von Udavské (Anschluss an die Cesta II. triedy 559 („Straße 2. Ordnung“)) heraus und weiter nach Zubné und Nižná Jablonka (Anschluss an die Cesta II. triedy 567). Im Ort beginnt die Cesta III. triedy 3842 nach Maškovce. Der nächste Bahnanschluss ist in Udavské an der Bahnstrecke Michaľany–Łupków.